# Roodhouse
Roodhouse är en ort i Greene County i Illinois. Vid 2010 års folkräkning hade Roodhouse 1 814 invånare.